# Galium bourgaeanum
Galium bourgaeanum är en måreväxtart som beskrevs av Ernest Saint-Charles Cosson och Jules Aimé Battandier. Galium bourgaeanum ingår i släktet måror, och familjen måreväxter. Inga underarter finns listade i Catalogue of Life.